# 幻彩耀濠江
幻彩耀濠江（葡萄牙語：Iluminar Macau）原稱澳門光影節，由澳門旅遊局主辦活動，希望促進夜間及社區經濟，為12月與居民和旅客歡度節慶假期。2022年，活動更為現名，與六間大型博企作為合作單位。

## 簡介

### 雛型
鑑於近年全球的光影表演盛行，旅遊局也開始籌劃活動。當時為了進一步豐富《論區行賞》旅遊步行路線，其中增加「影．像．澳門」光影活動作為試點，一連15天在澳門漁人碼頭古羅馬表演場免費演出，每場表演6分鐘，每隔10分鐘一場。表演透過立體投影技術，以世界遺產「澳門歷史城區」內的大三巴牌坊、媽閣廟及松山燈塔三個標誌性建築為背景。其後澳門回歸十五周年紀念，主辦單位與民政總署協辦於12月的新光影表演。以「過去．現在．將來」為主題，「過去」在澳門回歸賀禮陳列館外牆呈現澳門的歷史演變，每次表演約為10分鐘；「現在」是互動環節，觀眾可於氹仔嘉模教堂前透過現場裝置設計個人化的光影表演；「將來」在路環聖方濟各聖堂展示本澳小孩的手繪創作。

### 光影節正式成立
為配合澳門作為世界旅遊休閒中心的發展定位，提升旅遊吸引力及增添節日氣氛，由澳門旅遊局主辦，合辦單位為民政總署。2015年光影節與澳門國際馬拉松及澳門拉丁城區幻彩大巡遊於12月6日同日舉行。以蝴蝶仙子與小精靈的澳門奇遇作為今年主題，活動分佈在11個著名景點進行，當中有多個世遺景點。由光雕表演、燈飾裝置及互動遊戲3個部份組成。
以往光影節主要集中澳門、氹仔的世界文化遺產，2016年會有新構思。希望每年的光影節都有不同的路線，做到盡量不重複，讓居民、遊客保持新鮮感。12月4日同上年一樣，與澳門國際馬拉松和澳門拉丁城區幻彩大巡遊舉行當天揭幕，製作團隊主要由澳門本地團隊夥拍香港成員組成，引入創新光影技術，不局限於投影在建築物上，首次將投影於水幕上。亦增加了互動元素及光影音樂表演，以提高的參與度，提升盛事規模效應。
2017年光影節由旅遊局主辦，民政總署、文化局及體育局合辦，聯同逾百位本地跨領域創作人組成，涉及動畫、音樂、電影、多媒體等多個領域。除了光雕表演、燈飾裝置及互動遊戲外，還包括光影視覺藝術展、戶外本土音樂會、戶外電影放映及光影晚宴，並推出光影文創產品。製作團隊將創新科技與本地藝術創作巧妙地融合澳門的歷史文化，呈現於澳門的歷史建築、景點和街道上，製作屬於澳門的光影盛事。
為配合澳門美食年，2018年光影節在內容及路線上增加美食元素；除透過光雕表演、互動遊戲及燈飾裝置展示澳門的美食文化內涵外，更首設光影美食車和美食夜市。今年由主辦單位與支持單位有環境保護局和澳門電力，環境保護局提供光度檢測及相關專業意見，澳門電力就用電方面提供專業技術意見。仍然有本地與受邀來自葡萄牙、比利時團隊製作光雕表演，並繼續有燈飾裝置及互動遊戲，首設光影美食車及美食夜市，以及新增虛擬實境遊戲體驗和文創夜市及音樂會。當中夜市設兩個地點，包括氹仔北帝廟前地的美食夜市，以及南灣·雅文湖畔的文創夜市，並在多處設置流動美食車。
今年首次將光影活動延伸至北區舉行，因北區人口稠密，選址上有很多的限制，因此最初希望利用狗場空間，作為其中一個進行光雕表演的地方。2019年以慶祝「澳門特別行政區成立20周年」為主題創作光雕表演第一次走進北區，並繼去年再次邀請外隊參與，包括來自西班牙、葡萄牙、日本及深圳的四隊外隊將與兩隊本地團隊打造光雕表演。澳門旅遊吉祥物麥麥帶領市民及旅客一起遊走四條尋光路線，從光影藝術的角度探索澳門二十年來的變遷，細味澳門人的成長故事及回憶，分享澳門特區成立二十周年的喜悅。

### 2020年至2022年COVID-19爆發
2020年因COVID-19疫情開始爆發，多項大型活動被取消或延期。主辦單位旅遊局因取消澳門國際煙花比賽匯演，決定將原定每年12月舉行的澳門光影節提前在9月底舉行，主要大型光雕表演地是塔石廣場為首次選中地點。以四座文物建築為背景，結合影像和音樂，呈獻獨特的光雕體驗。本地團隊有更大創作空間發揮；同時有多項社區延伸活動，本地社團將舉辦燈光活動，為光影節增添社區色彩，社團亦聯動該區商戶積極參與，助力提振社區經濟。
2021年疫情持續，主辦單位融合首次增加「旅遊＋文創」元素，促進地區消費恢復經濟。活動包括燈飾裝置、互動遊戲及光雕表演；其中來自本地、橫琴、長沙及東京的表演隊帶來合共四個光雕表演。

#### 2022年：更名為“幻彩耀濠江”
2022年8月1日，澳門旅遊局宣佈12月舉行的「澳門光影節」改名為「2022閃耀澳門」。
2022年11月22日，澳門旅遊局介紹由該年光影節起再更名為「幻彩耀濠江」，活動以「閃亮冬日」為主題，由2022年12月3日至2023年1月1日在澳門各區設置燈光裝置、互動遊戲、光雕表演等，並聯動企業，在全澳8個不同區域共28個地點呈現多元展演項目。4個光雕表演分別由本地團隊、橫琴粵澳深合區民生事務局、葡萄牙和上海的表演團隊呈獻。活動預算約1,740萬澳門元，比2021年光影節減少8.4%，並首次邀請澳門六間綜合旅遊休閒企業擔任合作單位，在場地及外牆設置燈飾裝置及燈光表演等。防疫安排方面，澳門展貿協會會長林中賢表示，會盡量預先為部分裝置噴灑有效期90天的防毒塗層，其他無法噴灑的裝置在進場時會經過霧化門消毒，互動遊戲會每小時暫停15分鐘清潔；觀眾進場時需佩戴口罩、測量體溫、出示健康碼和場所碼，亦需清潔雙手。至於正在搭建的約500名工人已完成疫苗接種，每週接受核檢，主辦方亦已為他們登記資料，同時亦已為保安、清潔和管理人員等近200人登記資料和追蹤健康。2022年12月2日，澳門旅遊局宣佈因活動安排的關係，由旅遊局主辦的“2022幻彩耀濠江”延至本月9日起舉行，有關具體情況將稍後再作公佈。
2023幻彩耀濠江於2023年12月2日至2024年2月25日舉行，以“璀璨遊樂場”為主題，活動地點分佈在澳門半島、氹仔及路環共34個地點，其中澳門科學館、氹仔官也街近消防局前地及路環市區設光雕表演。來自聯合國教科文組織創意城市網絡成員城市設計之都——武漢的三份光雕作品，在氹仔消防局前地陸續登場。首份光雕作品『幻彩綻放·璀璨遊樂』已於12月初率先登場，並在31日（除夕晚）最後上演。2024年首晚（元旦夜）起，由『亙·四季』接棒，作品分為《二十四節氣》與《歡慶春節》兩個篇章，運用IGC技術生成影像、音樂及音效，創新光影製作全流程。2月送上『一劑光影多巴胺——魅力澳門』主題的光雕表演，設計者把多巴胺一詞以光影版本的解讀，展現武漢、澳門、葡萄牙的魅力。另一設計之都韓國首爾的創作團隊12月2日至2024年2月25日期間在澳門科學館送上『探索幻彩之旅』為題的光雕表演。團隊通過遊戲畫面和童話的想像力，以《邀請》、《冒險》、《危機》、《慶祝》四個章節，令澳門科學館化成夢想世界與現實世界交匯的地方。旅遊局早前在澳門公開徵集的兩個3D光雕表演優秀作品亦先後在路環聖方濟各聖堂展示，冠軍作品——『澳門冬夜裡的一盞明燈』12月至2024年1月中旬上演，亞軍作品——『冬日閃亮遊樂場』接續於1月中旬至2月底。

## 歷年地點
| 年份   | 舉行日期和時間                             | 主題                   | 地點 | 附註 |
| 2014年 | 4月27日至5月11日 晚上8時至10時             | 影．像．澳門           | - 澳門漁人碼頭 | |
| 2014年 | 12月15日至31日 晚上8時30分至10時30分       | 過去．現在．將來       | - 澳門回歸賀禮陳列館 - 氹仔嘉模教堂 - 路環聖方濟各聖堂 | |
| 2015年 | 12月6日至31日 晚上7時至10時                | 光影奇緣               | - 玫瑰堂「《板樟˙樂章》」 - 大三巴牌坊「光之仙境」 - 仁慈堂「澳門遨遊」·仁慈堂「光影走廊」 - 媽閣廟「媽閣紫煙」·媽閣廟前地「我來自外星」 - 議事亭前地「星海天幕」 - 大堂前地「幸福之泉」 - 盧家大屋及大堂巷「晾衫街」 - 崗頂前地「星光蝶影」 - 聖老楞佐教堂「彩虹台階」 - 亞婆井前地「小精靈夢遊仙境」 - 港務局大樓「蝴蝶仙子的新衣」 | 活動首次延長至2016年1月1日 |
| 2016年 | 2月7日至29日 下午6時至晚上10時             | 浪漫情人節之光影童話夢 | - 龍環葡韻 | |
| 2016年 | 12月4日至31日 晚上7時至10時                | 光之秘寶               | - 南灣湖水上活動中心 - 南灣湖景大馬路 - 南灣‧雅文湖畔 - 聖老楞佐教堂 - 鄭家大屋 - 亞婆井前地 - 港務局大樓 - 媽閣廟前地 | |
| 2017年 | 12月3日至31日 晚上7時至10時                | 愛滿全城‧愛在路上      | - 白鴿巢公園 - 聖安多尼教堂「生命燈塔」 - 望德聖母堂「仁慈博愛」·瘋堂斜巷 - 大三巴牌坊「愛之無界」 - 南灣‧雅文湖畔 - 南灣湖水上活動中心 - 議事廳前地 - 氹仔龍環葡韻 | |
| 2018年 | 12月2日至31日 晚上7時至10時                | 時光澳遊               | - 玫瑰堂 - 大三巴牌坊 - 俊秀圍·草堆街·關前正街·康公廟前地 - 白鴿巢公園 - 瘋堂斜巷 - 南灣湖水上活動中心 - 南灣‧雅文湖畔 - 龍環葡韻 - 氹仔街市 - 北帝廟·北帝廟前地 | 第二次活動延長至2019年1月20日，部份地點繼續延長，除玫瑰堂、白鴿巢公園、龍環葡韻及氹仔街市因場地原因未能配合仍舊12月31日關閉 |
| 2019年 | 12月1日至31日 晚上7時至10時                | 尋光之旅               | - 飛喇士街休憩區·沙梨頭北街筷子基北灣休憩區·逸園跑狗場 - 前地休憩區·大三巴牌坊·關前正街·康公廟前地·瘋堂斜巷 - 南灣‧雅文湖畔·南灣湖水上活動中心·南灣白帳篷·聖若瑟修院聖堂 - 龍環葡韻·消防局前地·北帝廟前地 | |
| 2020年 | 9月26日至10月31日 晚上7時至10時            | 光影嘉年華             | - 飛喇士街休憩區·逸園跑狗場·黑沙環公園 - 塔石廣場·大關斜巷·俊秀圍·關前後街·關前正街·康公廟前地 - 南灣湖水上活動中心·南灣‧雅文湖畔 - 氹仔舊城區木偶葡國餐廳 | 活動首次不在12月舉辦 |
| 2021年 | 2021年12月4日至2022年1月2日 晚上7時至10時  | 火星想旅行             | - 澳門科學館前地及海堤·澳門文化中心和觀音像海濱休憩區的玻璃天橋 - 南灣‧雅文湖畔·南灣湖水上活動中心及連接兩地長廊 - 飛喇士街休憩區 - 一號碼頭·媽閣碼頭 - 大關斜巷·俊秀圍·關前正街·關前後街·康公廟前地 - 施督憲正街·兵房斜巷的樓梯·嘉模墟·消防局前地·氹仔牌坊市 - 市亭前地·路環聖方濟各聖堂·馬忌士前地                                  | 活動反應熱烈，第三次延長大部分活動及裝置至2022年1月16日結束 |
| 2022年 | 2022年12月9日至2023年1月1日 晚上7時至10時  | 閃亮冬日               | - 北區 - 中區 - 下環區 - 南灣區 - 新口岸填海區 - 氹仔區 - 路氹區及路環區 | 原“澳門光影節”活動更名 2023年1月1日，旅遊局保留相關燈飾佈置，保留部分互動項目更改為燈光裝置；部分燈光裝置不設地面投影部份。另外，澳門6家綜合旅遊休閒企業作為合作單位，亦將延長其相關項目至2023年1月31日，在位於澳門和路氹區旗下的設施及建築物外牆分別設置燈光裝置及燈光表演等，具體時間各有不同安排；2023年1月31日，澳門旅遊局表示，現繼續保留燈飾佈置至元宵節（2月5日），讓更多居民和旅客走進社區打卡拍照及消費。 |
| 2023年 | 2023年12月2日至2024年2月25日 晚上7時至10時 | 璀璨遊樂場             | - 北區 - 中區 - 下環區 - 南灣區 - 新口岸填海區 - 氹仔區 - 路氹區及路環區 | 為配合政府舉辦的除夕倒數活動，設於南灣·雅文湖畔一帶，以及氹仔嘉模墟和嘉模斜巷的燈光裝置開放時間於2023年12月31日由原來晚上7時至10時延長至2024年1月1日0時15分（晚上10時後的裝置會調至靜音） |
| 2024年 | 2024年12月7日至2025年2月28日 晚上7時至10時 | 時空的共融             | - 北區『夢繪天地』 - 下環區『未來之脈』 - 南灣區『海洋之息』 - 新口岸填海區『光華盛世』 - 氹仔區 『匯藝風情』 - 路環區『漁光葡影』 | |

  澳門光影節
  幻彩耀濠江

## 相關活動

### 翱遊澳門無人機表演盛會
由旅遊局首辦的翱遊澳門無人機表演盛會於12月舉行，與2021年澳門光影節同期綻放。受新冠肺炎疫情影響，澳門以至不同國家及地區採取各項出入境防控措施，世界各地煙花隊伍未能來澳參賽，2020年取消的澳門國際煙花比賽匯演今年仍然未能舉行。因此，旅遊局作出嶄新嘗試，引入新項目無人機表演。無人機表與煙花匯演皆為夜空的視覺藝術表演，利用科技、2D及3D立體聯動設計、燈光以及音樂等元素，綻放流光溢彩，點綴澳門夜空，為居民及旅客帶來新的夜間娛樂體驗，深化『旅遊＋』跨界融合。

### 光影嘉年華
澳門無疆界青年協會主辦、旅遊局合辦的「遊澳消費樂滿FUN—光影嘉年華」主題市集，聯同同期舉行的「澳門光影節」和「翱遊澳門無人機表演盛會」等大型盛事活動，共同推動旅遊產品多元化，深化「旅遊＋」跨界融合。為助力促進社區旅遊發展及帶動社區經濟，由2021年12月4日至2022年1月2日期間逢星期六日下午4時至晚上10時「遊澳消費樂滿FUN」接續在澳門科學館海堤舉辦「光影嘉年華」主題市集，以光影藝術作為主題特色，現場設置約40個攤位，吸引超過三十多間本地特色商店參展，包括中葡特色商店、文創品牌、特色店舖等，提供不同商品及消費優惠，活動現場更設有光影主題佈置、立體打卡擺設、遊戲、快閃互動、光影手作藝術體驗以及中葡藝文演出等，促進社區旅遊發展及帶動社區經濟。

### 澳門海上遊
2021年澳門光影節的其中一個新地點為媽閣碼頭，配合澳門光影節，「澳門海上遊」將加開往來媽閣碼頭及路環碼頭的航班。該加開航班逢週五、六、日及公眾假期開出。從媽閣碼頭出發的加開航班將於晚上7時30分、8時30分和9時30分開出；從路環碼頭出發的加開航班則於上晚7時至10時逢整點開出。

### 幻彩冰雪樂園
由澳門北區工商聯會主辦的幻彩耀濠江社區延伸活動幻彩冰雪樂園，由2023年12月9日至2024年1月14日在前逸園賽狗場舉行，逢周六、日開放，配合今年幻彩耀濠江主題，設置仿真溜冰場、燈光裝置、遊樂場、親子工作坊及互動遊戲，增加社區活力。澳門北區工商聯會會長黃健中表示，期望活動能夠刺激居民及旅客來到北區消費，此次更與北區80家商戶合作推出活動優惠，未來希望能與政府一同推動澳門夜經濟，振興北區商戶的生意。為燃點歡樂熱鬧氣氛，12月30日起活動會全面升級，每個開放日的活動時間為下午4時至晚上10時，時數由原來3小時增加1倍至6六小時；溜冰場由原有的每日6場增加至10場，讓更多兒童能體驗仿真溜冰的樂趣；由於互動攤位遊戲甚受親子客的喜愛，增加兩個以冬日為主題的互動攤位遊戲供免費參與，完成遊戲任務更何獲得精美禮品乙份；活動增設7個美食攤檔，除傳統懷舊零食，還有其他北區特色美食及熱食等。

## 爭議

### 澳門「光害」節
在2015年12月舉辦「澳門光影節」，最終預算高達2千萬，包括在澳門各地景點設置燈飾裝置及光影表演。此活動引起民間有不少意見和批評，燈飾十分光猛，兼耗電量高，除了影響民居作息之外，亦會產生光污染問題，更批評形容光影節是「光害節」。旅遊局局長文綺華表示，當局持續收到不少關於光影節的正反意見，經評估後認為在晚上七點至十點開燈，做法較為合適。當局在光影節完結後會收集市民意見，檢討活動成效及光害問題，燈飾及投影器材亦會循環再用。

### 更名爭議
2022年，“澳門光影節”活動正式更名為“幻彩耀濠江”，引起澳門本地市民熱議和名稱太過俗套。澳門旅遊局局長文綺華稱，活動更名聆聽了不同意見，期望讓公眾知道將與以往的光影節有分別，活動除了局方負責的社區景點、光雕及燈光裝置外，亦加入六大博企，並與創意城市設計之都的上海跨界合作，與以往的光影節體驗有所不同。

## 外部連結
- 澳門光影節官方網頁 （页面存档备份，存于）
- 澳門特別行政區政府旅遊局官方網頁 （页面存档备份，存于）